# Roland Mitoraj
Roland Mitoraj (født 5. februar 1940 i Bourges, Frankrig) er en fransk tidligere fodboldspiller (forsvarer).
Mitoraj spillede i 12 år hos Saint-Étienne, der på daværende tidspunkt var det absolutte storhold i fransk fodbold. Han var med til at vinde hele fem franske mesterskaber og to Coupe de France-titler med klubben.
Mitoraj spillede desuden tre kampe for det franske landshold, en EM-kvalifikationskamp mod Polen 17. september 1967, samt to venskabskampe mod henholdsvis Vesttyskland og Spanien.

## Titler
Ligue 1
- 1964, 1967, 1968, 1969 og 1970 med Saint-Étienne

Coupe de France
- 1968 og 1970 med Saint-Étienne

Trophée des Champions
- 1967, 1968 og 1969 med Saint-Étienne